# طیبی شافعی
محمد بن حسن بن محمد بن احمد بن عمر طیبی شافعی از خوشنویسان اواخر قرن نهم و اوایل قرن دهم است. که در زمان ملک اشرف «قانصوره غوری» آخرین سلطان ممالیک مصر می‌زیست. او به خطوط ششگانه تسلط داشته است.
او مولف کتاب جامع محاسن کتابة الکُتّاب است که در ۹۰۸ ه‍.ق نوشته شده است.